# مانينغ ماكدونالد
مانينغ ماكدونالد هو سياسي كندي، ولد في 18 سبتمبر 1942 في كندا. حزبياً، نشط في الحزب الليبرالي في نوفا سكوشا ‏. وقد انتخب عضو مجلس نواب نوفا سكوتيا.